# いつも笑っていられるように
『いつも笑っていられるように』（いつもわらっていられるように）は、植村花菜の1枚目のアルバム。2006年1月4日発売。発売元はキングレコード。

## 概要
植村の誕生日の1月4日に合わせてリリース。ジャケットの写真は、本人いわく「すっぴん」。作詞・作曲のクレジットは『花菜』名義。「そばにあるもの」は当初「たいせつなもの」というタイトルだったが「大切な人」と似ているので変更された。

## 収録曲
作詞・作曲：花菜（特記以外）
1. ミルクティー
編曲：松岡モトキ
2ndシングル
2. そばにあるもの
編曲：弥吉淳二
3. コールが5回鳴る前に
編曲：上杉洋史
4. キセキ(album version)
編曲：上杉洋史
3rdシングル
5. melody (album version)
作詞：大森祥子　編曲：上杉洋史
2ndシングルのカップリング
6. 泣いてもいいよ
編曲：弥吉淳二
7. 会いたい
編曲：松岡モトキ
8. 恋の魔法
編曲：松岡モトキ
3rdシングル
9. 大切な人
作詞：渡辺なつみ　作曲・編曲：亀田誠治
1stシングル
10. 歌いたいから歌うだけ
編曲：上杉洋史
11. いつも笑っていられるように
編曲：上杉洋史
12. 腹ペコブギウギ

## 特典
- 初回盤のみ：プレゼント（ライブ招待券・オリジナルグッズなど）が当たる応募はがき封入。
- ちょっとした細工がしてある。アフロの写真は19歳の頃の本人である。[1]
- ボーナス・トラックとして「キセキ」のシングルバージョン1コーラスと「腹ペコブギウギ」が収録されている。

## 楽曲エピソード
泣いてもいいよ
- 男性に向けて書いた曲と思われているが、実は自分自身に書いた曲。また、いつもなにかに耐えて、がんばっている人とか、泣きたい時に泣けない人とかがきっと自分以外にたくさんいるだろうと思って、いつも我慢している人がんばっている人のために作った曲。

歌いたいから歌うだけ
- インタビューを受けると必ず「なぜ歌手になろうとおもったんですか?」ときかれた。「自分にとっては食べることや寝ること同じくらい自然な事なのに…」と思って作った歌。ライブで演奏するときはコールアンドレスポンスで観客と一体になって歌う。

いつも笑っていられるように
- 1月の寒い夜で19歳のとき、初めてオリジナル曲ができた。「一刻も早く、自分以外の誰かに聴いて欲しい…」と思い、大好きな夕食時にもかかわらず、ギターを抱えて、ストリートミュージシャンの仲間が集まっている川西能勢口駅前まで走っていった。仲間の一人に早速聴いてもらうと「いい曲ができたじゃないか」といわれてうれしくなり、2時間近く同じ曲を歌いっぱなしだった。